# Anton Čebej

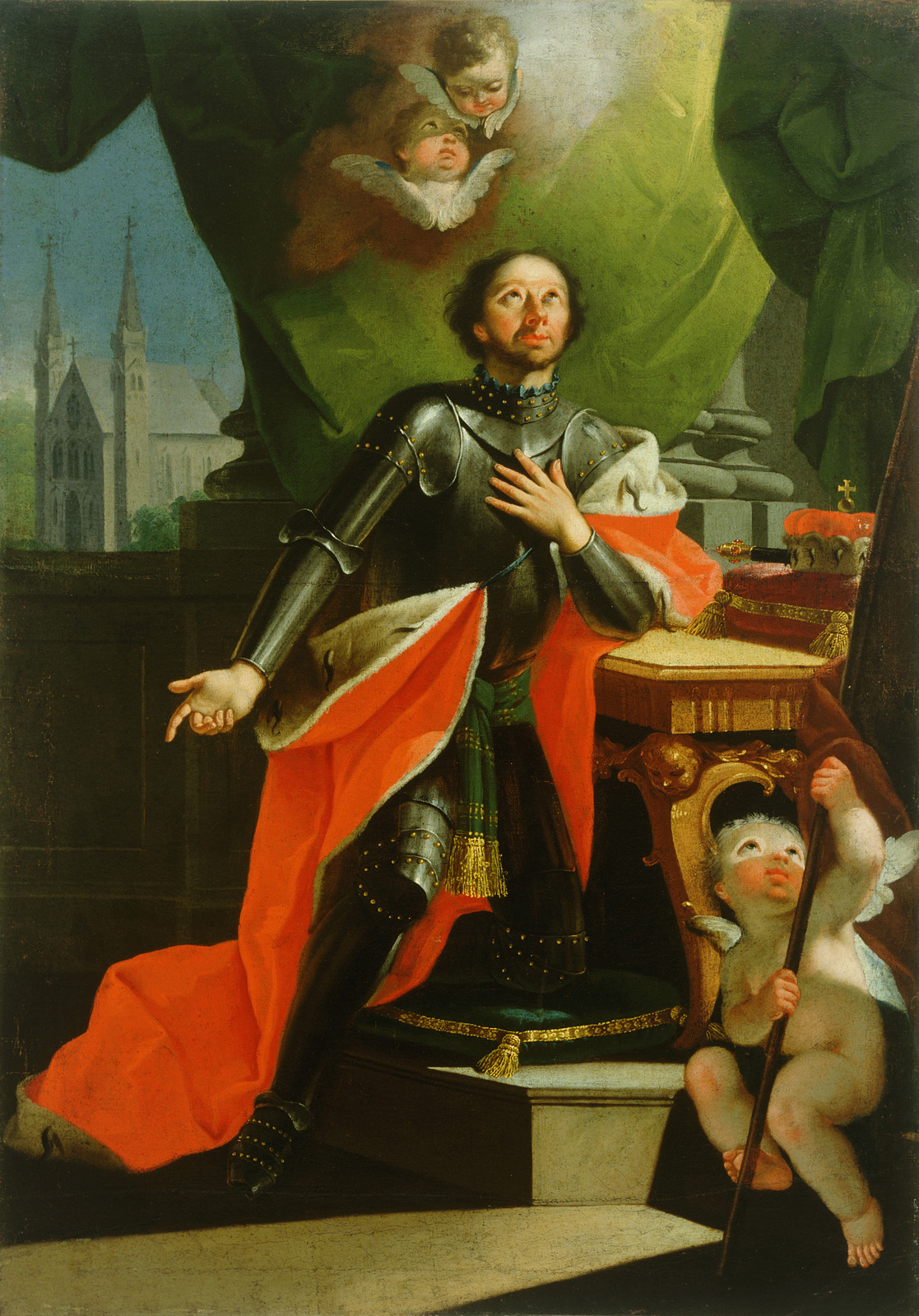
Św. Leopold, olej na płótnie, 109 x 77 cm, ok. 1760-1765 r.

Anton Čebej (ur. 25 maja 1722 w Sturje, zm. 1774) – słoweński malarz barokowy. Urodził się we wsi Sturje, która obecnie jest częścią miasta Ajdovščina. Do jego najbardziej znanych dzieł należą Wywyższenie Krzyża z Vinicy z 1750 r. oraz Śmierć św. Józefa, namalowany w 1774 r., niedługo przed jego śmiercią. Trzy obrazy Čebeja znajdują się w Galerii Narodowej w Lublanie.